# ناثاليا كرين
ناثاليا كرين (بالإنجليزية: Nathalia Crane)‏ (11 أغسطس 1913، بروكلين في الولايات المتحدة - 22 أكتوبر 1998)؛ شاعرة، كاتِبة وروائية أمريكية.